# Lophiola aurea
Espèce
Classification APG III (2009)
Lophiola aurea est une espèce de plantes de la famille des liliacées, selon la classification classique, des narthéciacées, selon la classification phylogénétique.